# Ординський район (Пермський край)
Орди́нський райо́н (рос. Ординский район, комі-перм. Орда район) — муніципальний район у складі Пермського краю. Центр — село Орда.

## Географія
Ординський район знаходиться у південно-східній частині Пермського краю, основна його частина лежить в долині річки Ірень. Площа району — 1418,3 км ².
Район розташований в нафтоносній зоні Прикам'я. Розвідані газонафтові родовища. Основними корисними копалинами на території району є: нафта, газ, виробне каміння.
Район має розгалужену річкову мережу, що належить до басейну річки Ками. Найбільш значний гідрографічний об'єкт — річка Ірен, води якої у зв'язку з характером гірських порід містять значну кількість солей кальцію. Наявні 23 ставки, найбільші — Ашапський і Ординський.

## Історія
Район (або частина району) входив до Кунгурського повіту Пермської губернії. Ординський район створений 27 лютого 1924. До складу Пермської області район увійшов у 1938 році. У період з 1963 по 1965 рік район як адміністративна одиниця не існував.
До Жовтневого перевороту 1917 року в районі було 26 церков, 7 каплиць. До 1948 року залишилася тільки одна православна церква — у селі Курилове. Після розпаду СРСР і дотепер вірянам віддають храми або відновлюють їх.

## Економіка
Район розташований в нафтоносної зоні Західного Уралу. У районі розвідано вісім газонафтових родовищ. Річний видобуток нафти становить приблизно 400 тисяч тонн.
Крім цього, основними корисними копалинами на території району є нафта, газ, виробне каміння. Відомо дев'ять родовищ селеніту і виробного гіпсу: селеніт рожевий, світло-і жовто-рожевий, коричневий; гіпс білий, світло-сірий і коричневий. Гіпс і селеніт придатні для виготовлення широкого асортименту художніх виробів. Видобутком каменю та виготовленням виробів народно-художнього промислу займається ВАТ «Уральський каменеріз». На території району є також родовища піщано-гравійної суміші, вапняних туфів, торфу, цегляних глин, будівельного піску, вапняку.
Лісові площі в районі становлять 49 700 гектарів із загальним запасом деревини — 7 мільйонів кубометрів. Ведення лісового господарства на території району здійснюють Ординський сільський лісгосп і ФДМ «Кунгурський лісгосп» Алх по Пермському краю.
Промисловість району представляють ВАТ «Уральський каменеріз» (займається видобутком каменю), ТОВ «Уральський каменеріз — народні промисли» (виробництво виробів народно-художнього промислу), друкарня, ТОВ «Сировар» (виробництво масла та сиру), ТОВ «Союзлеспром» (виробництво пиломатеріалів і столярних виробів), а також ТОВ «Лукойл — Перм», яке займається видобутком нафти і газу. Сільське господарство району зберігає зерновий і м'ясо-молочний напрямки.
Економіка району базується на сільському господарстві, орієнтованому на виробництво м'яса, молока, зерна. Також вирощують картоплю.

## Інфраструктура
Район має стійкий транспортний зв'язок з містом Кунгур (місто)Кунгуром і крайовим центром. У південному напрямку автодорожня мережа дає району вихід на залізничну магістраль Москва—Казань—Єкатеринбург з високою інтенсивністю руху.
У районі три особливо охоронюваних природних території: Ключевський зоологічний заказник, Пономарівська печера, ландшафтний пам'ятник природи Лиса гора. Тут зростають 12 видів рослин, занесених до Червоної книги Росії, а також зафіксовані відкриті виходи селеніту.
Однією з природних пам'яток району є Ординська печера, розташована на схилі Казаковської гори. Більшість гротів печери розташовані під водою, і в ній знайшли найбільший в Росії підводний лабіринт завдовжки 3,2 кілометра.
Відповідно до Комплексної програми соціально-економічного розвитку муніципального району на 2006—2010 роки, триває будівництво житла, газифікація населених пунктів, капітальний ремонт електричних ліній. Ведеться розробка цільової комплексної програми «Розвиток народних художніх промислів в Ордінському муніципальному районі в 2007—2010 рр.», основною метою якої є підтримка і розвиток традиційних промислів та ремесел, що поширені на території району.

## Населення
Населення району (за переписом 2002 року) — 16,9 тис. осіб, з них: росіяни — 80,5 %, татари — 16,9 %, комі-перм'яки — 0,7 %, решта — представники інших національностей. Релігійний склад населення: православні, католики, протестанти тощо.

## Адміністративний поділ
До складу району входять 5 сільських поселень:
- Ашапське сільське поселення
- Карьєвське сільське поселення
- Ординське сільське поселення
- Красноясильське сільське поселення
- Медянське сільське поселення